# Charles A. Templeton

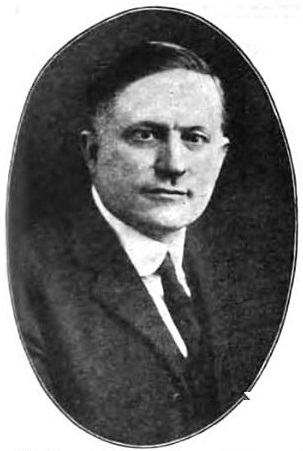
Charles A. Templeton, 1921

Charles Augustus Templeton (* 3. März 1871 in Sharon, Litchfield County, Connecticut; † 15. August 1955 in Waterbury, Connecticut) war ein US-amerikanischer Politiker und von 1923 bis 1925 Gouverneur des US-Bundesstaates Connecticut. Er war Mitglied der Republikanischen Partei.

## Frühe Jahre und politischer Aufstieg
Charles Templeton besuchte die öffentlichen Schulen in Connecticut und die Plainvilles Episcopal School. Im Alter von 13 Jahren begann er als Buchhalter in einer Eisenwarenhandlung in Waterbury zu arbeiten, deren Partner er später wurde. Nachdem er die Partnerschaft gelöst hatte, eröffnete er seinen eigenen Groß- und Einzelhandel mit einer Eisenwarenhandlung. Später entschied sich Templeton, als Stadtrat von Waterbury eine politische Laufbahn zu starten. Er hielt diese Stellung von den frühen 1900ern bis 1919. Danach war er von 1919 bis 1921 Mitglied im Senat von Connecticut sowie Delegierter zur Republican National Convention von 1920. Anschließend wurde er 1921 zum Vizegouverneur von Connecticut gewählt, ein Amt, das er bis 1923 innehatte.

## Gouverneur von Connecticut
Templeton gewann 1922 die Gouverneursnominierung der Republikaner und wurde kurze Zeit später zum Gouverneur von Connecticut gewählt. Während seiner Amtszeit verweigerte er dem republikanischen Staatspräsidium das Recht, sich Secretary to the Governor zu nennen, was ihn seiner Partei entfremdete, so dass er die legislative Unterstützung bei seiner Wahl um eine freie Stelle im State Superior Court verlor. In einer Bemühung, den Haushalt auszugleichen, wurden Gesetze verabschiedet, die die Finanzierung der staatlichen Institute einschränkten. Es wurde auch eine drastische Durchsetzung der staatlichen Spirituosengesetze verordnet, sowie ein Gesetzesentwurf, der es der medizinischen Fakultät untersagte, Fernstudiumsabsolventen im Staat praktizieren zu lassen. Templeton verließ am 7. Januar 1925 sein Amt und zog sich aus der Politik zurück, wobei er in den Gemeindetätigkeiten aktiv verblieb.

## Weiterer Lebenslauf
Später war er als Verwalter der St. Marguerite School for Girls tätig, sowie Direktor der Waterbury's Young Men's Christian Association.
Charles A. Templeton verstarb am 15. August 1955 und wurde auf dem Riverside Cemetery in Waterbury beigesetzt.